# 以色列博泰车队
以色列博泰（英語：Israel–Premier Tech，UCI隊碼：IPT）是一支UCI职业自行车队，由罗恩·拜伦和Ran Margaliot于 2014 年创立，其总部位于以色列。该队于 2020 - 2022 年间作为UCI 世界巡回赛队伍参赛，之后于 2022 赛季结束时降级至UCI职业车队。

## 历史

### 以色列自行车学院（2014-2019）

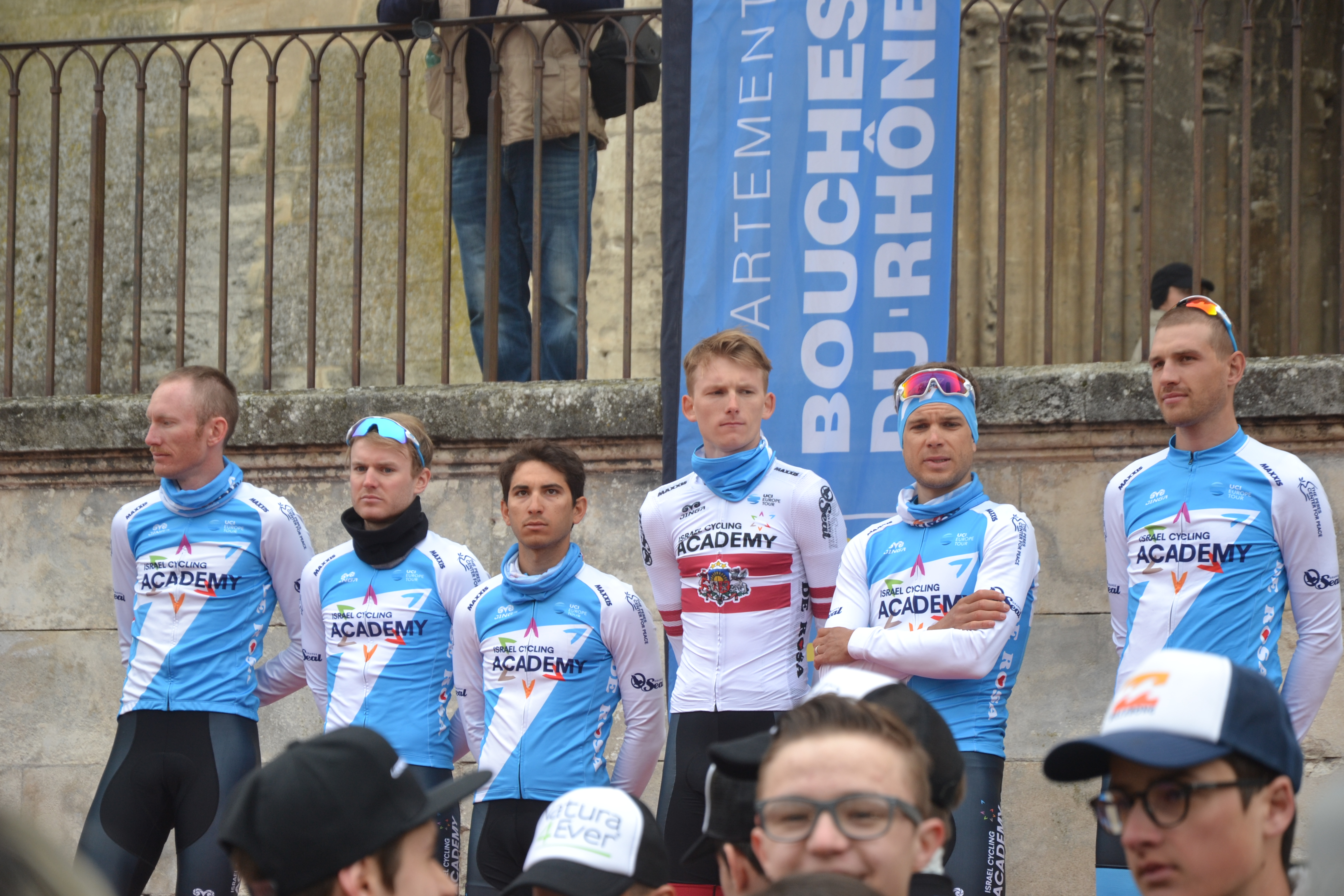
2019 年环普罗旺斯自行车赛时该队的参赛选手

2014 年 11 月，罗恩·拜伦和Ran Margaliot创立了以色列自行车学院（ICA），旨在为青年且富有能力的自行车手提供在开启职业生涯并国际赛事上竞争的机会。这支车队旨在为以色列的后裔提供启迪、信心和希望。 该队的首次胜利是在2015 年环阿塞拜疆自行车赛第四赛段，由丹尼尔·图雷克夺得。  2015 年 7 月 2 日，以色列公路赛的冠军盖伊·萨吉夫加入了该队。 
2018年，该车队首次参加五大古典赛之一的米兰 – 圣雷莫春季古典赛，并首次参加三大自行车环赛之一的环意自行车赛。环意自行车赛的开幕赛于 2018 年 5 月 4 日在耶路撒冷举行——这是环意自行车赛 101 年来首次在欧洲以外的地方举行。环意自行车赛的前三个赛段在以色列境内进行，之后的比赛继续于意大利境内进行。
环意自行车赛极大地吸引了以色列人，数以千计的以色列人沿途排队为比赛选手加油，且特别关注 ICA的表现。这被ICA认为是一次大成功。 ICA共同所有人西尔万·亚当斯是环意自行车赛在以色列举办的重要推动力量，并为比赛提供了很大一部分资金。 ICA在环意自行车赛中的最佳表现出现在第 18 赛段，当时其西班牙车手鲁本·普拉萨获得第二名。三天后，当车队在罗马完成环意自行车赛时，盖伊·萨吉夫成为有史以来第一位完成环意自行车赛的以色列自行车手。
2019年，是ICA成立的第五个赛季，队伍规模扩大至 30 名骑手，并在全球范围内设立了超过 250 个比赛日的比赛计划。该车队于2019年5月受邀参加环意自行车赛，并将首次参加环加州自行车赛。车队老板罗恩·拜伦 和西尔万·亚当斯将车队的目标定为参加环法自行车赛等世界大型赛事，以继续激励和培养新一代以色列自行车手。
2019年1月，该队在以色列开设了三个自行车专项青少年项目，并在以色列北部村庄謝法阿姆组建了一支青少年自行车队。为进一步培养年轻选手，ICA组建了一支由一群 23 岁以下的骑手组成的车队。他们还与法国领先的业余车队之一 Côte d'Armor 建立了特殊的合作伙伴关系，这使得其青年车手能在法国比赛并获得宝贵的经验。

## 队伍成员
最後更新：6 May 2024.
|          | 車手             | 出生日期      |
| -------- | ---------------- | ------------- |
| 德国     | Pascal Ackermann | 1994年1月17日 |
| 新西兰   | George Bennett   | 1990年4月7日  |
| 英国     | Joseph Blackmore | 2003年2月23日 |
| 加拿大   | Guillaume Boivin | 1989年5月25日 |
| 澳大利亚 | Simon Clarke     | 1986年7月18日 |
| 以色列   | Itamar Einhorn   | 1997年9月20日 |
| 義大利   | Marco Frigo      | 2000年3月2日  |
| 英国     | 克里斯·弗鲁姆    | 1985年5月20日 |
| 丹麦     | 雅各布·福尔桑    | 1985年3月22日 |
| 加拿大   | Derek Gee        | 1997年8月3日  |
| 法國     | Hugo Hofstetter  | 1994年2月13日 |
| 英国     | Mason Hollyman   | 2000年6月25日 |
| 加拿大   | Hugo Houle       | 1990年9月27日 |
| 以色列   | Oded Kogut       | 2001年2月14日 |
| 拉脫維亞 | Krists Neilands  | 1994年8月18日 |
| 加拿大   | Riley Pickrell   | 2001年8月16日 |

|          | 車手                | 出生日期       |
| -------- | ------------------- | -------------- |
| 以色列   | Nadav Raisberg      | 2001年3月29日  |
| 美国     | Matthew Riccitello  | 2002年3月5日   |
| 以色列   | Guy Sagiv           | 1994年12月5日  |
| 澳大利亚 | Nick Schultz        | 1994年9月13日  |
| 德国     | Michael Schwarzmann | 1991年1月7日   |
| 美国     | Riley Sheehan       | 2000年6月16日  |
| 英国     | Jake Stewart        | 1999年10月2日  |
| 新西兰   | Corbin Strong       | 2000年4月30日  |
| 比利时   | Dylan Teuns         | 1992年3月1日   |
| 比利时   | Tom Van Asbroeck    | 1990年4月19日  |
| 英国     | Ethan Vernon        | 2000年8月26日  |
| 英国     | Stephen Williams    | 1996年6月9日   |
| 加拿大   | Michael Woods       | 1986年10月12日 |
| 丹麦     | Mads Würtz Schmidt  | 1994年3月31日  |
| 德国     | Rick Zabel          | 1993年12月7日  |

1. ↑  Joined on 3 May.
2. ↑  Left on 2 May.

## 全国冠军
2015
 以色列计时赛, Yoav Bear
 以色列公路赛, Guy Sagiv
2016
 纳米比亚公路赛, 丹·克雷文
 以色列计时赛, Aviv Yechezkel
 以色列公路赛, Guy Sagiv
 墨西哥公路赛 Luis Lemus
 爱沙尼亚公路赛, Mihkel Raim
2017
 以色列计时赛, Guy Sagiv
 以色列公路赛, Roy Goldstein
 拉脱维亚公路赛, Krists Neilands
2018
 以色列计时赛, Omer Goldstein
 以色列公路赛, Roy Goldstein
 拉脱维亚公路赛, Krists Neilands
 爱沙尼亚公路赛, Mihkel Raim
2019
 奥地利计时赛, Matthias Brändle
 以色列计时赛, Guy Niv
 拉脱维亚计时赛, Krists Neilands
 以色列公路赛, Guy Sagiv
2020
 爱沙尼亚公路赛, Norman Vahtra
 奥地利计时赛, Matthias Brändle
 以色列计时赛, Guy Sagiv
 以色列公路赛, Omer Goldstein
2021
 以色列计时赛, Omer Goldstein
 奥地利计时赛, Matthias Brändle
 丹麦公路赛, Mads Würtz Schmidt
 加拿大公路赛, Guillaume Boivin
2022
 以色列计时赛, Omer Goldstein
 以色列公路赛, Itamar Einhorn
2023
 加拿大计时赛, Derek Gee
 以色列公路赛, Itamar Einhorn